# William Lombardy

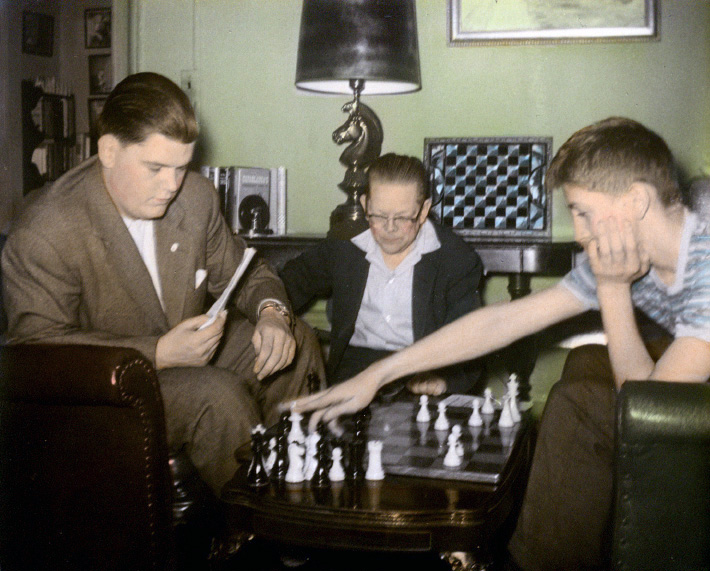
Lombardy (links) met Jack Collins (midden) en Bobby Fischer (rechts), jaren 50

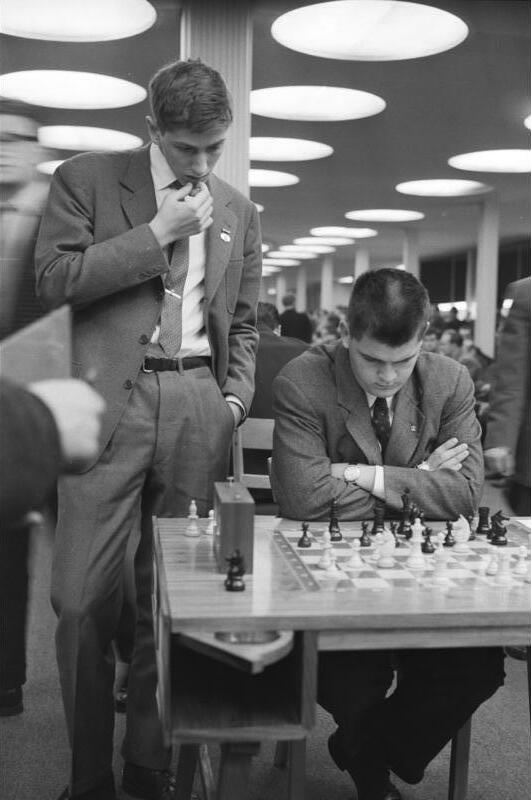
Lombardy (zittend) op de Schaakolympiade 1960 in Leipzig; Fischer kijkt toe

Willam James Lombardy (The Bronx, 4 december 1937 – Martinez (Californië), 13 oktober 2017) was een Amerikaanse schaakgrootmeester en uitgetreden priester. Hij was ook auteur, schaakdocent en theoloog.

## Biografie
Lombardy was de zoon van een Pools-Amerikaanse moeder (Stella) en een Italiaans-Amerikaanse vader (Raymond). Op de La Salle Academy in New York nam hij schaken op als belangrijkste tijdverdrijf en groeide daarin uit tot een van de jongste grootmeesters ooit. Hij behaalde de Junior Wereldtitel in 1957 met een perfecte 11–0-score, een prestatie die tot nu (2012) niemand evenaarde. Daarmee werd hij de eerste Amerikaan die een schaakwereldtitel bemachtigde. 
In 1960 maakte Lombardy deel uit van het Amerikaanse team dat in de Sovjet-Unie de wereldtitel voor studententeams veroverde. Ook was dit de eerste titel voor de VS. Lombardy won in dat toernooi van de latere wereldkampioen Boris Spasski.
Tijdens het wereldkampioenschap van 1972 was Lombardy secondant van Bobby Fischer. Dit wereldkampioenschap groeide uit tot een van de meest besproken schaakwedstrijden ooit. In deze tweekamp tussen Bobby Fischer en Boris Spasski op het hoogtepunt van de Koude Oorlog versloeg Fischer na een 2–0-achterstand (waarvan de tweede wedstrijd reglementair werd verloren doordat Fischer niet kwam opdagen wegens een conflict over draaiende camera's) Spasski met 12½–8½. De wedstrijd vond plaats in Reykjavik, IJsland. Dit omdat het land het meest geld bood om de wedstrijd te mogen organiseren.
Lombardy kwam regelmatig in Nederland. Hij deed onder meer mee aan het Hoogovens Schaaktoernooi 1969 en aan het IBM International Chess Tournament in 1974. Begin jaren 80 ontmoette Lombardy tijdens het Interpolis schaaktoernooi in Tilburg de Nederlandse Louise van Valen. Zij trouwden in New York en kregen op 20 oktober 1984 een zoon: Raymond, vernoemd naar William Lombardy's vader. Begin jaren 90 scheidde het stel en gingen moeder en zoon terug naar Nederland.
Anno 2009 was Lombardy gepensioneerd en woonde hij in New York, waar hij (online) schaaklessen gaf.
Hij overleed in 2017 op 79-jarige leeftijd in Californië.

## Publicaties
- William Lombardy: Understanding chess. My system, My games, My life. Millford, CT, Russell, 2012. ISBN 978-1-936490-22-6
- William Lombardy: 6e Interpolis schaaktoernooi 1982. Vert. door Rob Verhoeven. Tilburg, Interpolis, 1983. Geen ISBN

- Bibsys: 90086854
- Gemeinsame Normdatei: 109486145
- International Standard Name Identifier: 0000 0000 8380 0345
- Library of Congress Control Number: n50041553
- Nederlandse Thesaurus van Auteursnamen: 070976384
- SNAC: w6dd464g
- Virtual International Authority File: 47334257
- WorldCat: E39PBJvmHFpvPhR9dr4bTq6h73